# La Bachellerie

La Bachellerie este o comună în departamentul Dordogne din sud-vestul Franței. În 2009 avea o populație de 890 de locuitori.

## Evoluția populației
| An        | 1975 | 1982 | 1990 | 1999 | 2006 | 2009 |
| --------- | ---- | ---- | ---- | ---- | ---- | ---- |
| Populație | 668  | 711  | 722  | 664  | 819  | 890  |